# Лафарж, Мари
Мари́-Фортюне́ Каппе́ль, в браке Лафа́рж (фр. Marie-Fortunée Capelle-Lafarge; 15 января 1816, Париж — 7 ноября 1852, Усса, департамент Арьеж) — фигурантка громкого судебного процесса во Франции: обвинялась и была осуждена за отравление мышьяком собственного мужа в 1840 году. Ход её процесса впервые освещался ежедневными газетами. Мари Лафарж впервые в мировой судебной практике была осуждена на основании прямых экспертных данных, полученных методами судебной токсикологии.

## Биография. Брак с Шарлем Лафаржем
Мари Каппель была дочерью артиллерийского офицера, впоследствии утверждала, что её бабушка была благородного происхождения, возводя свой род к Карлу Великому. Отец Мари погиб на охоте, когда ей было 12 лет. После смерти матери 18-летняя Мари Каппель была принята тёткой — супругой директора Банка Франции. Опекуны заботились о ней, поместив в пансион благородных девиц. Мари испытывала желание стать вровень с дочерьми благородных аристократов, однако её приданое было незначительным и не удовлетворяло её амбиций. До 23-летнего возраста она так и не вышла замуж, после чего родственники обратились к брачному посреднику. Единственным кандидатом оказался 29-летний Шарль Лафарж (Charles Pouch-Lafarge), сын мирового судьи из Вижуа.
Отец Шарля Лафаржа в 1817 г. купил бывший картезианский монастырь в Ле-Гландье близ Корреза, построенный ещё в XIII в. Монастырь был превращён в поместье, где была устроена литейная мастерская, окончательно разорившаяся в 1839 г. Для Шарля Лафаржа выгодный брак был единственным способом поправить дела. Брачному агенту Лафарж отрекомендовался как фабрикант железа с состоянием в 200 тыс. франков. Его грубые манеры отвратили Мари Каппель, однако наличие «родового замка» решило вопрос о браке. Через четыре дня знакомства было объявлено о помолвке, брак был заключён 10 августа 1839 г.

## Подозрения
Мари Лафарж прибыла в Ле-Гландье 13 августа 1839 г. Разочарование было велико: «замок» оказался мрачным полуразрушенным монастырём, сырым и кишевшим крысами. Родственники Лафаржа были обычными крестьянами, а вместо богатства возникли огромные долги. Мари Лафарж заперлась в своей комнате и грозила покончить с собой (отравиться мышьяком), если Шарль Лафарж не согласится расторгнуть брак. Лафарж предложил компромисс: пока не восстановятся его дела, он не станет требовать от Мари исполнения супружеских обязанностей.
Письма Мари подругам и родственникам не содержат следов разочарования, более того, Мари писала для Шарля рекомендательные письма в Париж и предприняла определённые усилия, чтобы кредитовать предприятие мужа. В декабре 1839 г. Шарль Лафарж собрался в Париж, накануне поездки Мари отписала ему в завещании все свои средства (90 тыс. франков), с условием, что он сделает то же самое для неё. Завещание было написано, однако Ле-Гландье было отказано матери Лафаржа, о чём Мари не поставили в известность.
В Париже Шарль получил от Мари сладкий пирог, от которого Лафарж занедужил. Поскольку симптомы желудочного расстройства были обычными в то время, он не обратился к врачу, а пирог выбросил, сочтя, что тот испортился по дороге. Заняв денег, Шарль Лафарж вернулся в Ле-Гландье ещё больным. Мари выхаживала его, но симптомы болезни усилились, однако семейный врач Бардон счёл, что это холера. Равным образом никто ничего не заподозрил, когда Мари взяла у Бардона рецепт на мышьяк, необходимый, по её словам, для травли крыс.
Болезнь Лафаржа усиливалась, поэтому родственники организовали круглосуточное дежурство около него. Мари лечила его гуммиарабиком, который, по её словам, употребляла и сама. Вызванный для консультации доктор Массена подтвердил диагноз Бардона и прописал средства от холеры.
Дальняя родственница Лафаржа — Анна Брюн заподозрила Мари, когда заметила у неё малахитовую шкатулку с белым порошком. Порошок дал белые хлопья в питье Лафаржа, они имели жгучий вкус. Мари утверждала, что это побелка, осыпавшаяся с потолка, но Анна стала следить за ней и сохранять остатки пищи и напитков, предлагавшихся Лафаржу.

## Обвинение и начало расследования
Анна Брюн в начале января 1840 г. рассказала родным Лафаржа о своих подозрениях и умоляла Лафаржа не принимать ничего от жены в пищу. Подозрения усилились, когда садовник Лафаржей рассказал, что Мари вновь отправила его за мышьяком от крыс. Мари, однако, показала им ядовитую пасту от крыс, чем временно отвела подозрения. Однако уже 12 января 1840 г. Анна обнаружила белый осадок на дне стакана со сладкой водой, которую Мари давала Лафаржу. Вызванный 13 января доктор Леспинас диагностировал отравление, и Шарль Лафарж скончался через несколько часов.
Мари казалась совершенно спокойной и вскоре после кончины супруга направилась к нотариусу с завещанием. Одновременно брат Лафаржа обратился в полицию. Судебный исполнитель Моран прибыл в Ле-Гландье 15 января, Анна Брюн предъявила ему остатки пищи, а также обратила внимание на то, что паста от крыс была совершенно безвредной. Моран также выяснил, что Мари Лафарж покупала мышьяк и в декабре 1839 г., перед тем как отправить сладкий пирог в Париж. Общаясь с врачами Лафаржа, Моран предложил провести тест на мышьяк, уже применявшийся тогда в Париже. Доктор Леспинас, стыдясь своего невежества, немедленно согласился с судебным исполнителем. Несмотря на отсутствие опыта, перед похоронами труп Лафаржа был вскрыт, а его внутренности были исследованы на самодельном аппарате Марша, показавшем содержание яда.
Были также проведены исследования ядовитой пасты от крыс, которая вообще не содержала мышьяка, будучи смесью муки и соды, замешанной на воде. Доктор Леспинас также исследовал «гуммиарабик» из шкатулки Мари Лафарж, который оказался мышьяком. Мари Лафарж немедленно была арестована и препровождена в тюрьму в Брив. К тому времени история Мари Лафарж просочилась в газеты, поэтому защищать её вызвалась целая адвокатская коллегия в составе четырёх человек, в том числе Теодор Бак (будущий мэр Лиможа).

## Суд
Ещё до начала судебного процесса начался скандал в прессе: были опубликованы сведения, что гостившая в доме виконтессы де Лето Мари Лафарж похитила её драгоценности (это произошло ещё до её замужества). Против Мари было выдвинуто обвинение, но виконт счёл его смехотворным, и дело было закрыто. Однако в ходе обыска в Ле-Гландье драгоценности были найдены, но Мари заявила, что их отдала сама виконтесса, которую шантажировал тайный любовник. К тому времени симпатии публики были уже всецело на стороне Мари Лафарж. Тем не менее суд приговорил Мари к двухлетнему заключению за кражу.
Процесс по делу Шарля Лафаржа открылся 3 сентября 1840 г. как дело общеевропейской значимости: присутствовали корреспонденты из множества стран Европы и мира. Адвокат — мэтр Пайе строил защиту, исходя из невежества врачей, делавших вскрытие и пробу Марша, и настоял, чтобы экспертом в суде выступил знаменитый химик и токсиколог — Матьё-Жозеф Орфила. Судья, однако, счёл, что это было излишним. Вызванные в качестве экспертов в зал суда местные аптекари не сумели выявить мышьяка на пробе Марша, проводимой публично. Поскольку процесс был открытым, публика громко выражала негодование и требовала оправдания подсудимой.
Прокурор настоял на эксгумации Лафаржа, но аптекари вновь не смогли обнаружить следов мышьяка. Тогда прокурор потребовал провести анализ остатков пищи, которой кормили Лафаржа, и, наконец, аптекари заявили, что «этого мышьяка хватило бы, чтобы отравить десяток людей». В связи с тем, что возникло противоречие, прокурор настоял на вызове Орфила, и адвокаты не препятствовали ему, уверенные в благополучном исходе дела.
Орфила потребовал, чтобы его эксперименты проводились точно на той же технике и в тех же условиях, в которых их делали местные аптекари. Пробу Марша Орфила делал в здании суда, но за закрытыми дверями и под охраной. Он обнаружил мышьяк во всех препаратах из тела Лафаржа, и в пище и напитках. Он также категорически заявил, что мышьяк не мог проникнуть в останки из окружающей среды (это утверждение было поколеблено только в 1950-е гг. на процессе Мари Бенар). Орфила также заявил, что аптекари, не имея опыта обращения с аппаратом Марша, совершили ряд ошибок в интерпретации результатов: тесты давали однозначные показания.
Адвокат Пайе, сам настаивавший на вызове Орфила, попытался затянуть процесс, вызвал давнего его противника — Франсуа-Венсана Распая (1794—1878), но тот смог добраться до зала суда только через 4 часа после вынесения приговора.

## Приговор
19 сентября 1840 г. Мари Лафарж была приговорена к пожизненной каторге. В тот же день её отправили в Монпелье отбывать наказание. Поскольку общественный резонанс был очень силён, король Луи-Филипп I заменил каторжные работы пожизненным заключением. В тюрьме Мари Лафарж написала книгу воспоминаний (Heures de prison), опубликованную уже в 1841 г. В 1852 г. неизлечимо больная туберкулезом Мари Лафарж была амнистирована Наполеоном III, освобождена и переехала в Усса, где и скончалась 7 ноября того же года, до конца заявляя о своей невиновности.

## Общественный резонанс
Дело Лафарж раскололо французское общество. Ярой сторонницей невиновности Лафарж была Жорж Санд, которая подвергла приговор суда уничтожающей критике в переписке с Эженом Делакруа (Мари Лафарж была страстной поклонницей творчества Жорж Санд). Сторонником невиновности Лафарж был и химик Распай, который даже писал памфлеты, направленные против методов Орфила. Предубеждение против точных наук в тогдашнем обществе заставляло многих считать, что аргументы, представленные на суде, были неубедительны.
В ответ на травлю Орфила провёл в парижской Медицинской академии курс публичных лекций, где разъяснял основы токсикологии и методики пробы Марша, положив тем самым начало развитию судебной токсикологии как точной науки. Дело Лафарж живо обсуждалось во всех светских салонах Парижа.

## В искусстве
В 1937 г. был выпущен фильм L’Affaire Lafarge («Дело Лафарж»). Режиссёр Пьер Шеналь, в главных ролях — Марсель Шанталь (Мари) и Пьер Ренуар (Шарль). Это был первый французский фильм, чей сюжет был основан на реальных событиях, а также впервые во французской кинематографии использовал флешбэки. Внучатая племянница Шарля Лафаржа подала против создателей фильма судебный иск.
В 1975 г. в ФРГ был поставлен телевизионный фильм Sensationsprozeß Marie Lafarge («Сенсационный процесс Мари Лафарж»). В ролях — Вольф Кайзер, Гюнтер Шуберт и Ульрика Ханке-Ханш.